# Свети Николай (Сливен)
„Свети Николай Чудотворец“ или „Свети Никола“ в Сливен е православен храм в квартал „Клуцохор“, построен през 1834 година, когато е бил и осветен. Намира се в непосредствена близост до къщата музей на Хаджи Димитър. Сградата има статут на паметник на културата. Църквата е една от четирите православни църкви в града, заедно с катедралния храм „Свети Димитър“ и църквите „Света Богородица“ и „Света София“, в рамките на Сливенска епархия.
Постройката е масивна, трикорабна, без купол, с централна апсида и по шест колони в ред. Строена е от брациговски майстори върху основите на стара църква и е завършена от Тодор Карахристов от Сливен. Средата на свода до централния кораб е украсена с богата дърворезба и със запазена част от оригиналния стенопис, който изобразява „Вседържателя“ в медальон и други религиозни сцени. Голяма част от иконите са реставрирани.
Църковните служби се съпровождат с църковен хор.